# 虎尾郡役所
23°42′34″N 120°26′01″E / 23.709443°N 120.433515°E
虎尾郡役所，是位於臺灣雲林縣虎尾鎮公安里、1931年落成的帝冠樣式日本官署建物，二戰後曾作為區署、雲林警分局使用，今列雲林縣歷史建築，以「雲林布袋戲館」之名展覽布袋戲文物與表演，也是雲林國際偶戲節的活動場地。

## 建築
虎尾郡役所是半木造建築，基地一千平方公尺，連同四周空地約一千六百平方公尺。建物是融合巴洛克與羅馬風格的帝冠樣式，具備高聳宏偉外型，及三合院式的寬廣空間格局。從此大門向中山路往南望，正見彼端的虎尾糖廠和虎尾鐵橋。
郡役所一樓為清水紅磚承重牆，似維多利亞時代建築紅磚風格，採上木下磚。入口門廊為採洗石子仿石材工法形式，線條拱圈造型簡約，拱柱線條收尾。二樓為木摺壁結構，即是露出木頭表面的半木造式外牆，如臺灣傳統建築中所慣用的編竹夾泥牆。屋頂為五脊四坡水式的寄棟造，三坡水部分則是正面入口最上方屋瓦切角頂往上縮的背心式屋頂。全棟計有五十八扇窗，採平衡錘式推拉窗。內部設有三合院空間，室外中庭位置種植雀榕，以作遮陰效果。走廊以磚堆砌拱圈。後側的拘留所，為越屋根設計。因該建物在日治時期為地方行政及治安機關，遂設有牢房、警閉室、監視台。

## 歷史

### 早期使用

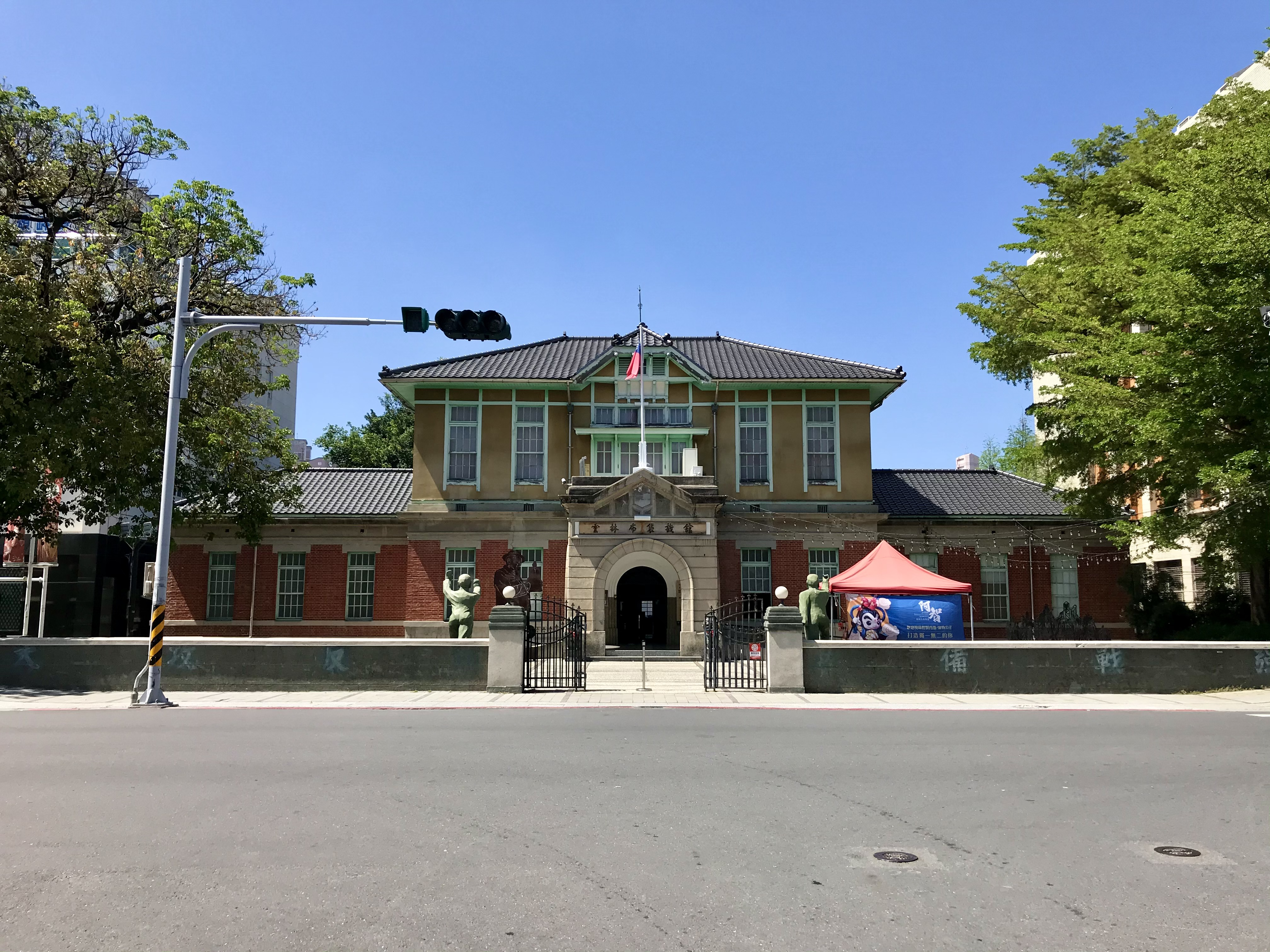
遠景

1910年1月底，虎尾驛台灣鐵路縱貫線開始營運，日東商船會社、日本通運株式會社等運輸商社，在鐵道部貨物掛貨物掛附近設置辦公室，加上糖業商機，虎尾政商活動皆在日治時期蓬勃發展，於是中山路北端形成行政中心。1922年虎尾郡役所建立，1925年的臺灣軍部圖已標其存在，於1931年6月1日完工落成。因辦公空間不足，故在斜對面建立虎尾合同廳舍供消防組與郡屬派出所使用。
二二八事件期間，3月1日，虎尾區長謝掙強躲在虎尾郡守官邸內。民眾便在3月1日佔領作為區署的虎尾郡役所，放出拘留犯人、奪得槍械。虎尾機場戰役，3月2日，帶頭者吳重庚因內鬥被殺死在郡役所前。
1950年台灣實施地方自治到1989年間，郡役所作為虎尾警察分局，因此虎尾人稱「舊虎尾分局」。據黃海岱家族的黃逢時自道，他年少曾因打架被關在此三天二夜。

### 獲得保留

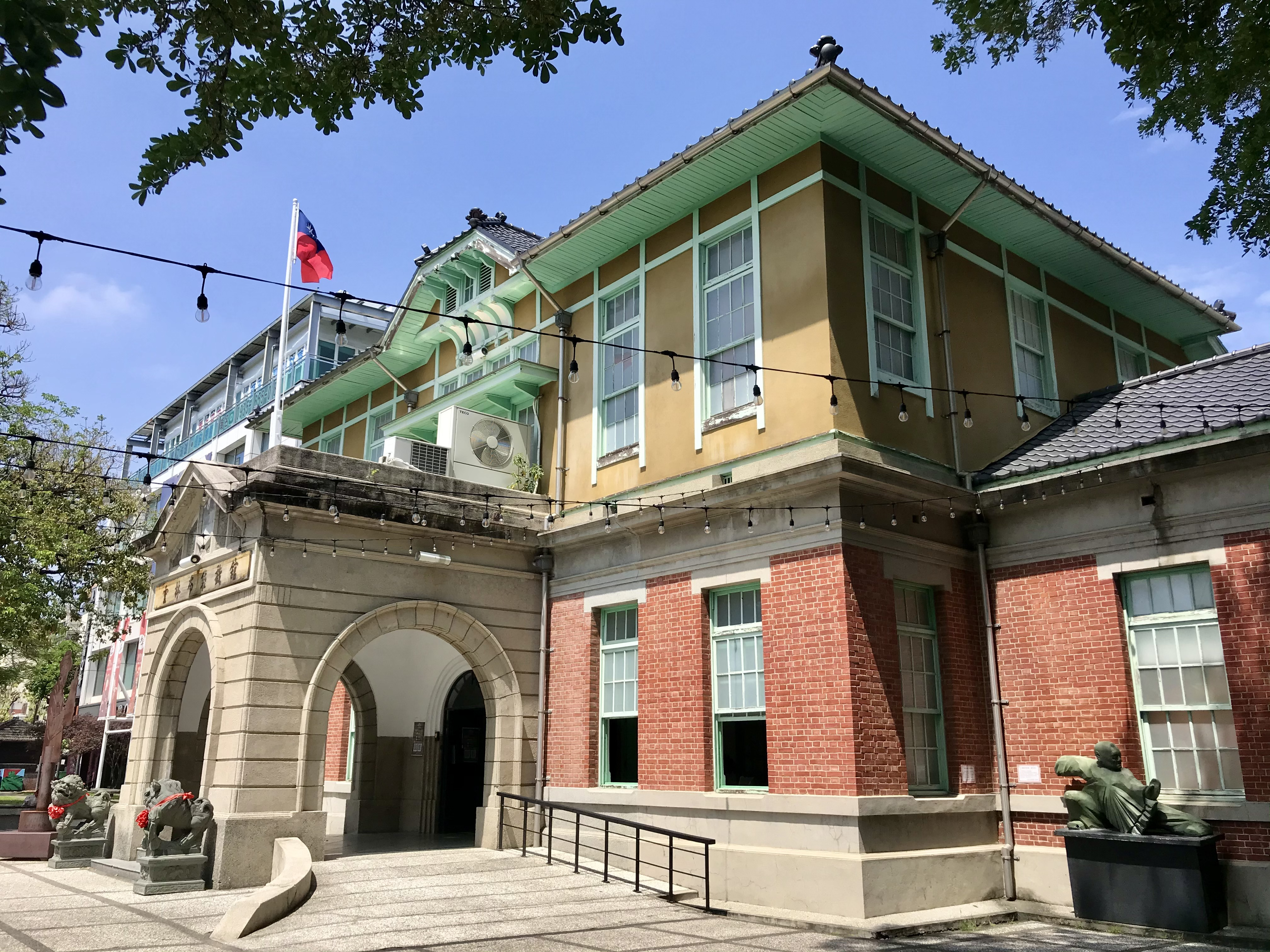
側面

1996年10月16日，雲林縣政府宣布將包含虎尾舊鎮公所的林森路、公安路、新興路與院前街範圍的一點四四二三公頃地作商業用地。12月17日，因地方呼籲保留舊虎尾分局，縣政府民政局長許義豐告知，雲林縣發展史編纂小組教授們已建議縣府予以保留。在縣長廖泉裕決定保留並為1997年全國文藝季的活動場所後，承辦文藝季活動的虎尾國際青商會發起獎金五萬元的命名活動，且錄取者可參加開幕式抽獎獎金。評選以「虎威古郡」勝出，理由名稱與虎尾的音相似，並曾在玄關前鑲嵌上斗大的金銅色館名。
1999年10月27日，雲林科技大學教授劉銓芝、前議員王麗萍、多位虎尾地區文史工作者向代縣長李學聰陳情，要求維持原十公尺寬的郡役所道路，四公尺改闢為行人徒步區，以求保持原貌。李學聰同意暫緩11月11日的道路施工。
雲林縣文化局於1999年首次舉辦國際偶戲節後，因叫好叫座，獲文建會該年承諾每二年讓雲林辦一次國際偶戲節。此年末，12月21日，雲林縣副縣長高孟定邀集縣府有關人員與專家學者開會，研討虎尾郡役所作布袋戲主題館事宜。劉銓芝等將虎尾郡役所規劃為布袋戲主題館，於2000年2月10日提出報告書，內容是分為布袋戲文物的展示場及布袋戲操偶的展演場二部分，並建議以公辦民營方式經營，讓主題館財務平衡，以永續經營。縣府委託唐真真建築事務所，規劃虎尾郡役所街區，以中山路造街為重點，搭配週邊設施。

### 修復過程

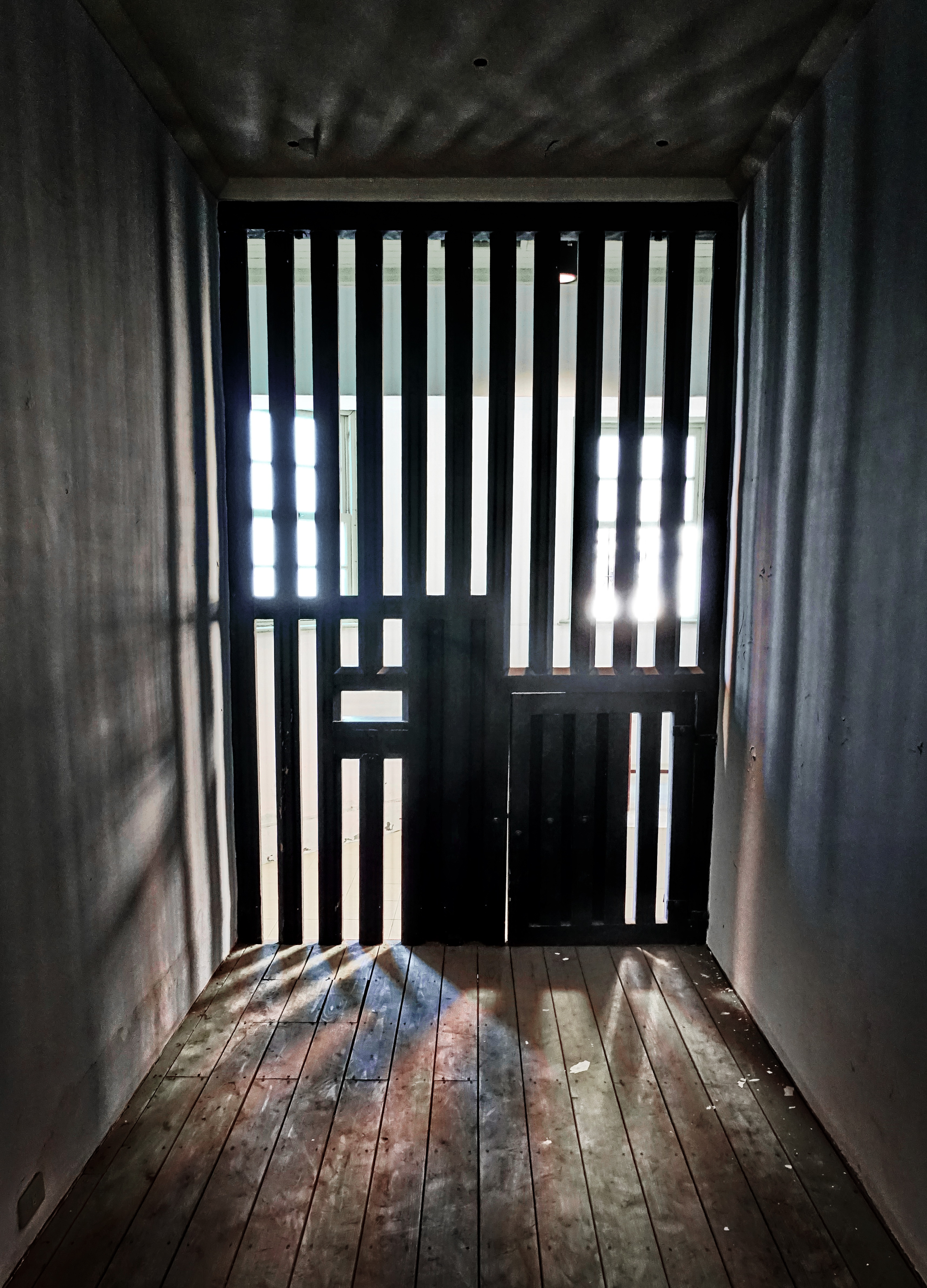
牢房

2000年4月25日，縣長張榮味在議會報告將以新台幣二千萬元維護郡役所。縣府於7月31日公開評選計畫書，宣布由李政隆建築師事務所獲選，主題館興建經費二千八百萬元。此經費是文建會補助二千萬元，縣政府配合八百萬元經費進行規劃整修。縣府於12月下旬與任發營造廠商簽約，任發營造古蹟部楊子昌負責施工，原發包金額一千八百萬元。
李政隆認為外觀及地板上洗石子部分已有多處龜裂，依原貌修復較困難，為配合布袋戲主題館的展示，打算將正門走道洗石子地板改為大理石，並設置兩扇較豪華的大門，引起反彈。在五位審核委員審查建築師設計圖後，批評失去風貌，不准動工。2001年2月12日虎尾郡役所建築修繕暨布袋戲主題館展示設計討論會，文史工作者共提出卅二項修正案，如門窗應參考其舊有型式設計。在雲林縣文化局出面協商下，李正隆於3月26日同意以歷史建築物概念進行修復，至於「虎威古郡」名稱被除名。6月1日，虎尾郡役所落成七十週年紀念活動，虎尾鎮長周榮源就抱怨，鎮公所根本沒有能力維護被列管的古蹟與建物，要地方文史團體爭取保護古蹟時也應設法爭取維修經費。7月27日，雲科大教授何明泉主持的九二一震災古蹟和歷史建築物修繕經費審查委員會上，通過在所有權人同意下，將虎尾郡役所、虎尾合同廳舍、虎尾郡守官邸都列為歷史建築。但建築師認為將虎尾郡役所列為歷史建築後，規格太高執行困難，遂於12月25日暫停。年尾時，網路流傳上名為「看！老虎在說話」、「是誰在延宕虎尾郡役所的修繕工程？」的郵件，指責文化局對外說詞與有事實出入。
2002年4月19日，建築師將變更設計圖送到文化局。在新任文化局長陳瑞德後不斷和建築師李建隆溝通下，6月20日動工。後又因蛀蟲問題，12月4日停工。變更設計後金額超過二千七百萬元，違反《採購法》規定不得超過原發包金額的一半（九百萬元）的規定，因此拖延。增加木料抽換或修補工程後，2003年6月3日再度復工。2005年1月24日，第一階段硬體建設完工。2006年11月3日，虎尾郡役所、郡守官邸與合同廳舍舉行修繕落成啟用，由已擔任上雲林縣文化局局長的劉銓芝主祭。

### 活化使用

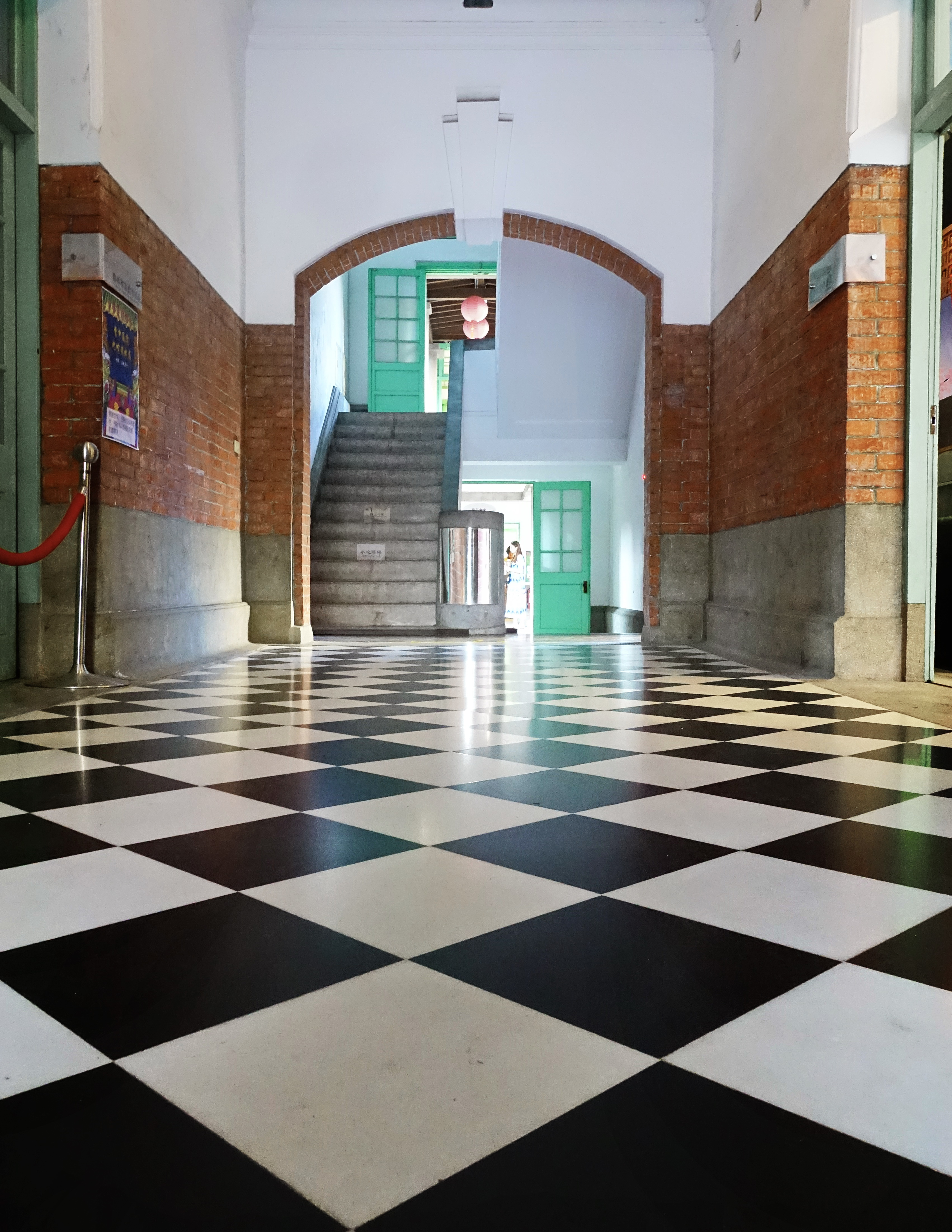
入口

中華郵政總局首次以布袋戲偶發行全國郵票時，就是2001年12月21日國際偶戲節當天在虎尾郡役所發售，為四百張限量的首日封。2007年在此舉行的國際偶戲節，帶來比之前歷屆更多的觀賞人潮，使得劉銓芝提出在兩年一次的國際偶戲節間的空檔年加辦台灣偶戲節。
虎尾郡役所以「雲林布袋戲館」之名於2009年4月25日正式開幕，布袋戲師黃俊雄和縣長蘇治芬剪綵，並由黃鳳儀帶領參觀史豔文大展。除介紹雲林各家布袋戲外，也展示黃海岱相關的文物。為與偶劇契合，特地以傳統布袋戲人物為各館室名。像是潮調布袋戲第五代傳人鍾任壁收集的部分戲偶，就曾在此展示過。
2016年11月7日接任此館館長的楊日申，恰好擔任警官的祖父楊德信曾在1963年到1965年時在此建築二樓辦公。楊日申會以館長身分教導民眾學習操偶。

## 外部連結
- 虎尾郡役所的Facebook專頁